# Oliver Leese
Oliver William Hargreaves Leese, 3rd Baronet (Londen, 27 oktober 1894 – Llanrhaeadr, 22 januari 1978) was een Britse luitenant-generaal tijdens de Tweede Wereldoorlog.

## Voor de Tweede Wereldoorlog
Leese was de zoon van Sir William Hargreaves Leese, 2nd Baronet, een advocaat en studeerde aan de Ludgrove School en Eton College. Toen de Eerste Wereldoorlog begon ging hij bij het leger en werd op 15 mei 1915 ingedeeld bij de Coldstream Guards. Leese raakte drie keer gewond tijdens de Slag aan de Somme in 1916 en werd onderscheiden met de Distinguished Service Order.
Na de oorlog bleef Leese in het leger en werd in 1921 bevorderd tot kapitein en toegevoegd van 1927 tot 1928 aan het Staff College in Camberley. In november 1929 werd hij benoemd tot Brigade Major van de 1st Infantry Brigade (Guards) en werd een paar dagen later bevorderd tot majoor. Hij werd in juli 1933 bevorderd tot brevet luitenant-kolonel.
Van 1932 tot 1938 had Leese diverse staffuncties en werd in december 1936 bevorderd tot luitenant-kolonel, in september 1938 brevet kolonel en kolonel in oktober 1938. In september 1938 werd hij naar India gezonden en toegevoegd als General Staff officer 1 instructeur aan het Staff College in Quetta. Hij volgde zijn vader op 17 januari 1937 op in het baronetschap. 

## Tweede Wereldoorlog
In maart 1940 keerde Leese terug naar Groot-Brittannië. Het was de bedoeling dat Leese een Brigade in Noorwegen zou aanvoeren, maar door de Duitse invasie van West-Europa in mei 1940 werd hij naar het hoofdkwartier van Lord Gort gezonden om daar plaatsvervangend stafchef te worden van de British Expeditionary Force. Op 31 mei 1940 werd hij samen met Lord Gort vanuit Duinkerke geëvacueerd. 
Na zijn terugkeer in Groot-Brittannië werd Leese bevolen om een de 29e Infanteriebrigade te vormen en te trainen. In december 1940 werd hij benoemd tot uitvoerend generaal-majoor en het bevel gegeven over de West Sussex County Divisie waarvan de 29e Brigade deel uitmaakten. Een maand later kreeg hij het commando over de 15e (Schotse) Infanteriedivisie. Hij werd in november 1940 bevorderd tot tijdelijk generaal-majoor dat in december definitief werd. In juni 1941 kreeg hij het bevel over de pas opgerichte Guards Pantserdivisie en hielp mee met zijn training. 
In september 1942 werd hij op verzoek van de commandant van het Achtste Leger Bernard Montgomery naar Noord-Afrika gezonden om als uitvoerend luitenant-generaal het bevel te voeren over de 30e Legerkorps van het Achtste Leger. Montgomery had een goede indruk van Leese toen hij door hem werd geïnstrueerd op het Staff College in 1927 en 1928 en was onder de indruk van zijn werk in Frankrijk. Leese voerde gedurende de rest van de campagne tot de overgave van de As-troepen in Tunesië in mei 1943 over het 30e Legerkorps. 
Het 30e Legerkorps nam in juli 1943 deel aan de geallieerde landing op Sicilië en keerde daarna terug naar Groot-Brittannië om mee te helpen aan de geplande invasie van Noordwest-Europa. Leese werd in september 1943 bevorderd tot tijdelijk luitenant-generaal.
Op 24 december 1943 ontving Leese een telegram dat hij Montgomery als bevelhebber van het Britse Achtste Leger in Italië op te volgen, Montgomery keerde in januari 1944 terug naar Groot-Brittannië om daar de geplande geallieerde landing in Normandië voor te bereiden. Leese voerde het bevel over het Achtste Leger bij de vierde en laatste Slag om Monte Cassino in mei 1944 (toen het grootste gedeelte van het leger in het geheim werd gewisseld van de Adriatische kust naar Cassino om samen met de Amerikaanse Vijfde Leger een aanval uit te voeren) en eind 1944 voor Operatie Olive op de Gotische Linie. Zijn rang van luitenant-generaal werd in juli 1944 definitief. In september 1944 werd Leese benoemd tot opvolger van George Giffard als bevelhebber van de 11e Legergroep, hij nam het bevel in november 1944 over toen was de Legergroep al hernoemd in Allied Land Forces, South-East Asia. Hij beschouwde de bestaande commandostructuur als inefficiënt en ging benoemde voormalige leden van zijn staf uit het Achtste Leger. De methodes van twee staven en de nieuwkomers nam aanstoot. 
Het commando van Leese bestond uit drie aparte groepen: de Northern Combat Area onder bevel van de Amerikaanse generaal Dan Sultan, Veertiende Leger onder luitenant-generaal Willian (“Bill”) Slim in Centraal-Birma en tot slot in het zuiden in de Arakan, het Indische 15e Legerkorps onder luitenant-generaal Philip Christison. Dit leidde tot slot begin mei 1945 tot de verovering van Rangoon via amfibische landingen (Operatie Dracula).
Slim had het Veertiende Leger veranderd in een effectief militaire eenheid en voerde een succesvolle campagne van Imphal tot de herovering van Rangoon. Maar Leese geloofde dat Slim moe was en vroeg aan de Supreme Commander South East Asia Louis Mountbatten en de chief of the Imperial General Staff Alan Brooke dat hij vervangen moest worden door Philip Christison (die amfibische ervaring had en dus geschikt was om de geplande invasie in Malaya te leiden) en gaf Slim het bevel over het nieuwe Twaalfde Leger die Birma moest schoonvegen. Leese schatte de reacties van Brooke en Mountbatten verkeerd in en had daarna een ontmoeting met Slim om de voorstellen te bespreken en dat hij dan akkoord zou gaan. In feite reageerde Slim door te vertellen aan zijn staf dat hij ontslagen zou worden en schreef aan Leese en Claude Auchinleck, de opperbevelhebber in India dat hij de nieuwe post zou weigeren en zich uit protest zou terugtrekken uit het leger. Toen het nieuws verspreidde in het Veertiende Leger werd er door officieren gedreigd met muiterijen en massaontslagen. 

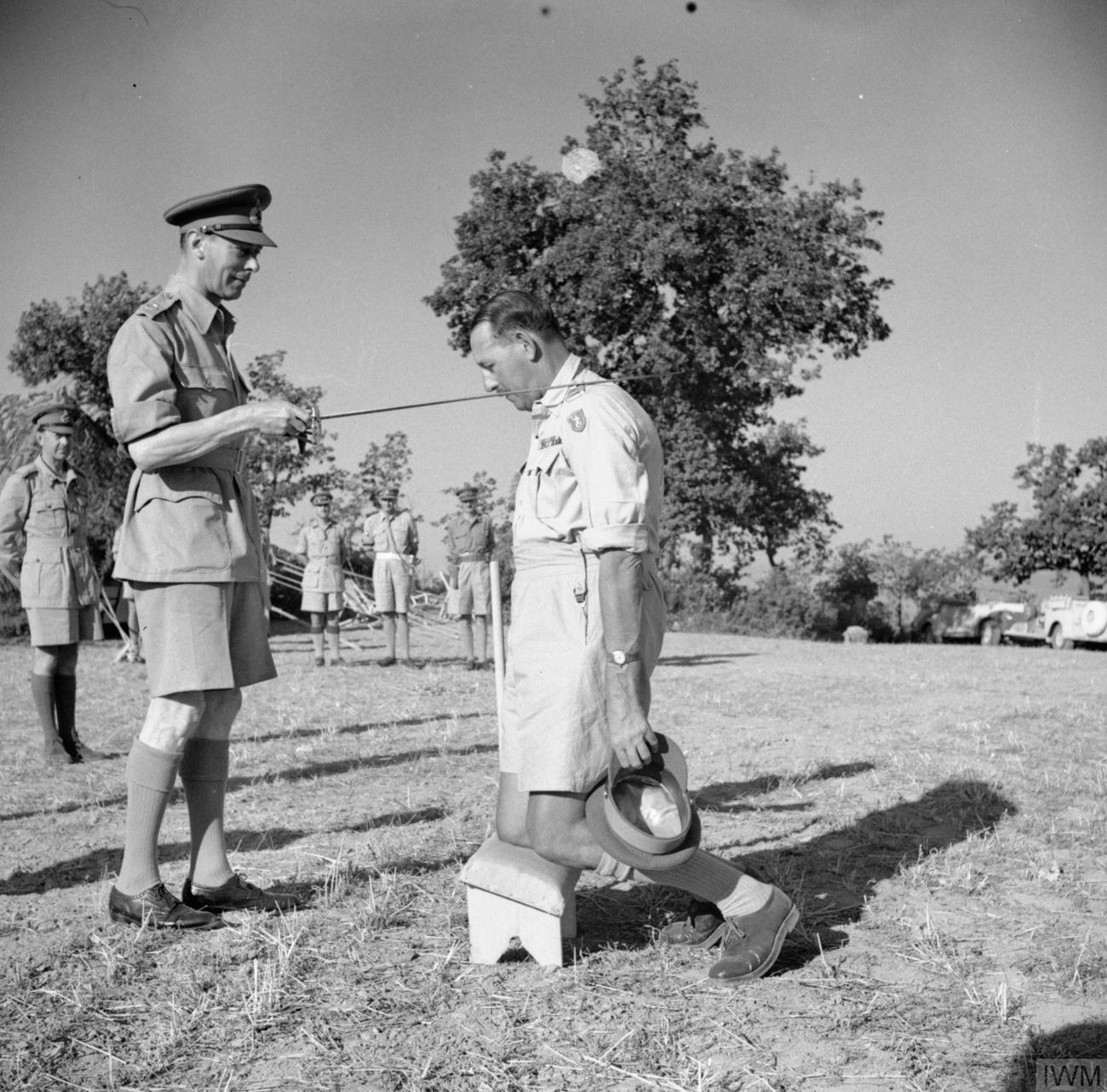
Leese wordt tot ridder geslagen door Koning George VI, Italië 1944.

Leese werd gedwongen door Louis Mountbatten om Slim te herstellen in zijn functie, hoewel eerder had ingestemd met de oorspronkelijke voorstellen en weigerde Leese nu te steunen. Mountbatten benaderde vervolgens Alan Brooke (die altijd al getwijfeld had aan de geschiktheid de rol van Leese) en ze kwamen overeen dat Leese verwijderd zou moeten worden van zijn post. Hij werd opgevolgd door Slim.

## Na de Tweede Wereldoorlog
De promotie van Leese tot generaal zou in geblokkeerd zijn door Lord Mountbatten en hij ging in januari 1947 met pensioen uit het leger en werd een tuinder en ging boeken schrijven. Hij bekleedde daarna verschillende functies. Leese was Honorary Colonel, Shropshire Yeomanry (2 mei 1947-1962), deputy lieutenant van de County of Salop (1947), justice of the Peace van de County of Salop (1949-1963), president van de Combined Cadet Force Association (1950-1971), luitenant in de Tower of London (1954) en high sheriff of Salop (1955-1958). Daarna was Leese voorzitter van diverse cricketclubs.

## Militaire loopbaan
- Second Lieutenant: 15 mei 1915[2]
- Lieutenant: 5 september 1915[2]
- Captain: 1 april 1921[2]
- Major: 30 november 1929[1]
- Titulair Lieutenant-Colonel: 1 juli 1933[1]
- Lieutenant-Colonel: 17 december 1936[1]
- Titulair Colonel: 28 september 1938 (gedateerd 1 juli 1936)[1]
- Colonel: 18 oktober 1938 (gedateerd 1 juli 1936)[1]
- Waarnemend Brigadier: 2 mei 1940[1]
- Waarnemend Major-General: 11 mei 1940[1]
- Teruggezet naar waarnemend Brigadier: 30 juni 1940[1]
- Waarnemend Major-General: 30 december 1940[1]
- Tijdelijk Major-General: 9 november 1941[1]
- Major-General: 12 december 1941 (gedateerd 26 oktober 1941)[1]
- Waarnemend Lieutenant-General: 12 september 1942[1]
- Tijdelijk Lieutenant-Colonel: 12 september 1943[1]
- Lieutenant-General: 12 september 1943[1]

## Decoraties
- Orde van Voorname Dienst in 1916
- Commandeur in de Orde van het Britse Rijk op 11 juli 1940
- Lid in de Orde van het Bad op 24 november 1942
- Ridder Commandeur in de Orde van het Bad op 14 oktober 1943
- Virtuti Militari (Polen) op 7 december 1944
- Commander Legioen van Verdienste (USA) op 12 april 1945
- Legioen van Eer (Frankrijk)
- Croix de Guerre (Frankrijk)
- Afrika Ster[2]
- Italië Ster[2]
- War Medal 1939-1945[2]
- Overwinningsmedaille (Verenigd Koninkrijk)[2]
- Britse Oorlogsmedaille[2]
- 1914-15 Ster[2]
- Hij werd genoemd in de Dagorders. Dat gebeurde op:
  - 4 januari 1917[2]